# Eupelmus argentinotatus
Eupelmus argentinotatus är en stekelart som beskrevs av Girault 1915. Eupelmus argentinotatus ingår i släktet Eupelmus och familjen hoppglanssteklar. Inga underarter finns listade i Catalogue of Life.